# Objemově-kapacitní hydraulické parametry hornin
Objemově-kapacitní (někdy se používá i výraz akumulačně – evakuační) hydraulické parametry hornin vyjadřují schopnost hornin a horninových těles pojmout anebo uvolnit určitý objem tekutiny. Představují kvantitativní vyjádření zásobnosti, resp. storativity.

## Parametry určené pro podzemní vodu

### Koeficient zásobnosti
Někdy se také používá termínů koeficient storativity, součinitel zásobnosti nebo součinitel storativity. Je mírou zásobnosti zvodněného kolektoru. Definuje se jako poměr objemu vody uvolněné při jednotkovém snížení piezometrického napětí ze zásoby vody v hranolu zvodněného kolektoru o výšce rovné mocnosti zvodněného kolektoru a o jednotkové základně k objemu tohoto hranolu:

{\displaystyle S={\frac {V}{A.s}}}

S – koeficient zásobnosti
A – plocha (m2)
s – jednotkové snížení hladiny (o 1 m)

### Koeficient volné zásobnosti
Neboli součinitel volné zásobnosti je mírou zásobnosti zvodněného kolektoru (týká se zvodní s volnou hladinou) definovanou jako poměr objemu vody uvolněné ze zásoby v hranolu zvodněného kolektoru o výšce rovné mocnosti zvodněného kolektoru a o jednotkové základně gravitačním vyprázdněním pórů k objemu tohoto hranolu. Představuje tedy poměr objemu vody, který může hornina uvolnit při gravitačním odvodnění, k celkovému objemu horniny při jednotkovém poklesu volné hladiny:

{\displaystyle S_{v}z={\frac {V}{A.s}}}

Svz – koeficient zásobnosti volné hladiny
A – plocha (m2 )
s – jednotkové snížení hladiny (o 1 m)

### Koeficient zásobnosti volné hladiny
Prezentuje objem vody V, který vyteče z jednotkové plochy nenapjatého zvodněnce A při jednotkovém poklesu volné hladiny s z prostoru poklesu hladiny a přilehlé kapilární zóny, tj.

{\displaystyle S_{v}h={\frac {V}{A.s}}}

Svh – koeficient zásobnosti volné hladiny
A – plocha (m2)
s – jednotkové snížení hladiny (o 1 m)
Na rozdíl od koeficientu volné zásobnosti je zde zahrnuto navíc ještě odvodnění přilehlé kapilární třásně.

### Koeficient pružné zásobnosti
Je mírou zásobnosti zvodněného kolektoru definovanou jako poměr objemu vody uvolněné ze zásoby v hranolu zvodněného kolektoru o výšce rovné mocnosti zvodněného kolektoru a o jednotkové základně v důsledku pružné stlačitelnosti zvodněného kolektoru při jednotkovém poklesu piezometrického napětí k objemu tohoto hranolu. Je určen vztahem:

{\displaystyle S_{p}=\gamma .M.\beta ^{*}}

Sp – součinitel pružné zásobnosti
γ – měrná tíha vody
M – mocnost zvodněného kolektoru
β* – součinitel měrné pružné kapacity zvodněného kolektoru
Týká se zvodní s napjatou hladinou.

### Koeficient měrné pružné zásobnosti
Je mírou pružné zásobnosti zvodněného pórového prostředí, která je definována jako objem vody uvolněný při jednotkovém snížení piezometrického napětí z pružné zásoby v objemové jednotce zvodněného pórovitého prostředí. Koeficient měrné pružné zásobnosti Ssp se rovná součinu měrné váhy vody γ a koeficientu měrné pružné kapacity crls, tedy:

{\displaystyle S_{sp}=\gamma .c_{rls}}

Má rozměr reciproké délky (1/m). Při mocnosti zvodněného kolektoru m představuje koeficient měrné pružné zásobnosti podíl koeficientu pružné zásobnosti Sp a mocnosti m, čili:

{\displaystyle S_{sp}={\frac {S_{p}}{m}}}

### Koeficient zpožděné zásobnosti
Je to poměr objemu vody uvolněné do určitého časového okamžiku Vt od snížení volné hladiny z pórů v jednotkové ploše nenapjatého zvodněného kolektoru a příslušného snížení volné hladiny sv, čili:

{\displaystyle S_{os}={\frac {V_{t}}{A.s_{v}}}}

Vt – uvolněný objem vody do určitého časového okamžiku t
A – plocha
sv – snížení volné hladiny
Je to bezrozměrná veličina závislá na čase. Pro dostatečně velký čas představuje rozdíl mezi výslednou hodnotou koeficientu zásobnosti S a hodnotou koeficientu zásobnosti So, která se projevila okamžitě po snížení hladiny, tedy v čase t = 0.

### Koeficient měrné pružné kapacity zvodněného kolektoru
Je mírou celkové pružné stlačitelnosti zvodněného kolektoru vyjádřené jako objem vody, který se uvolní v důsledku pružné stlačitelnosti vody a horniny z jednotkového objemu zvodněného kolektoru při jednotkovém snížení kolektorového tlaku. Koeficient měrné pružné kapacity je určen vztahem:

{\displaystyle C_{rls}=m.c_{1}+c_{r}}

m – otevřená pórovitost
cl – objemová stlačitelnost kapaliny
cr – objemová stlačitelnost horninového skeletu
V jednotkách SI se vyjadřuje v 1/Pa = m2/N.

## Parametry určené pro plyny a tekutiny

### Užitečná statická kapacita
Je to relativní objem pórů, který může být vyplněný ropou, jinou tekutino nebo plynem. Je daná vztahem:

{\displaystyle C_{su}=m_{0}-{\frac {V_{1}}{C}}}

mo – otevřená pórovitost
Vl – objem zbytkové (vázané) vody v celkovém objemu horniny V
Na rozdíl od dynamické užitečné kapacity zahrnuje statická užitečná kapacita i objem ropy nebo jiné tekutiny, který je v daných podmínkách nepohyblivý (nevytěsnitelný).

### Užitečná dynamická kapacita
Představuje relativní objem pórů, kterými probíhá anebo může probíhat filtrace ropy či jiné kapaliny nebo plynu v termodynamických podmínkách existujících v kolektoru. Je to proměnná veličina (jedna z kategorií efektivní pórovitosti), závislá na konkrétních metodách těžby ložiska a fyzikálně-chemických vlastnostech kolektorové tekutiny.

## Parametry pórovitosti
Existuje pouze jeden parametr, koeficient pórovitosti neboli pórovitost, který se liší v závislosti na druhu pórovitosti, s kterým počítáme.

### Koeficient pórovitosti
Je mírou pórovitosti. Vyjadřuje se jako poměr objemu pórů Vp a objemu horniny V (i s póry):

{\displaystyle m={\frac {V_{p}}{V}}}
Podle druhu pórů, které bereme v úvahu při výpočtu, se rozlišují koeficienty jednotlivých druhů (kategorií) pórovitosti (např. koeficient puklinové pórovitosti).